# پرسی د پاراویچینی
پرسی د پاراویچینی (به انگلیسی: Percy de Paravicini) بازیکن فوتبال زادهٔ ۱۵ ژوئیه ۱۸۶۲ اهل کشور انگلستان که سابقهٔ بازی در تیم ملی فوتبال انگلستان را در کارنامهٔ خود دارد. وی در تاریخ ۳ فوریه ۱۸۸۳ نخستین بازی ملی خود را در مقابل تیم ملی فوتبال ولز انجام داد و با حضور در ۳ بازی ملی، در تاریخ ۱۰ مارس ۱۸۸۳ واپسین بازی ملی‌اش را در برابر تیم ملی فوتبال اسکاتلند برگزار کرد.